# Diospyros chamaethamnus
Diospyros chamaethamnus là một loài thực vật có hoa trong họ Thị. Loài này được Mildbr. mô tả khoa học đầu tiên năm 1942.

## Hình ảnh

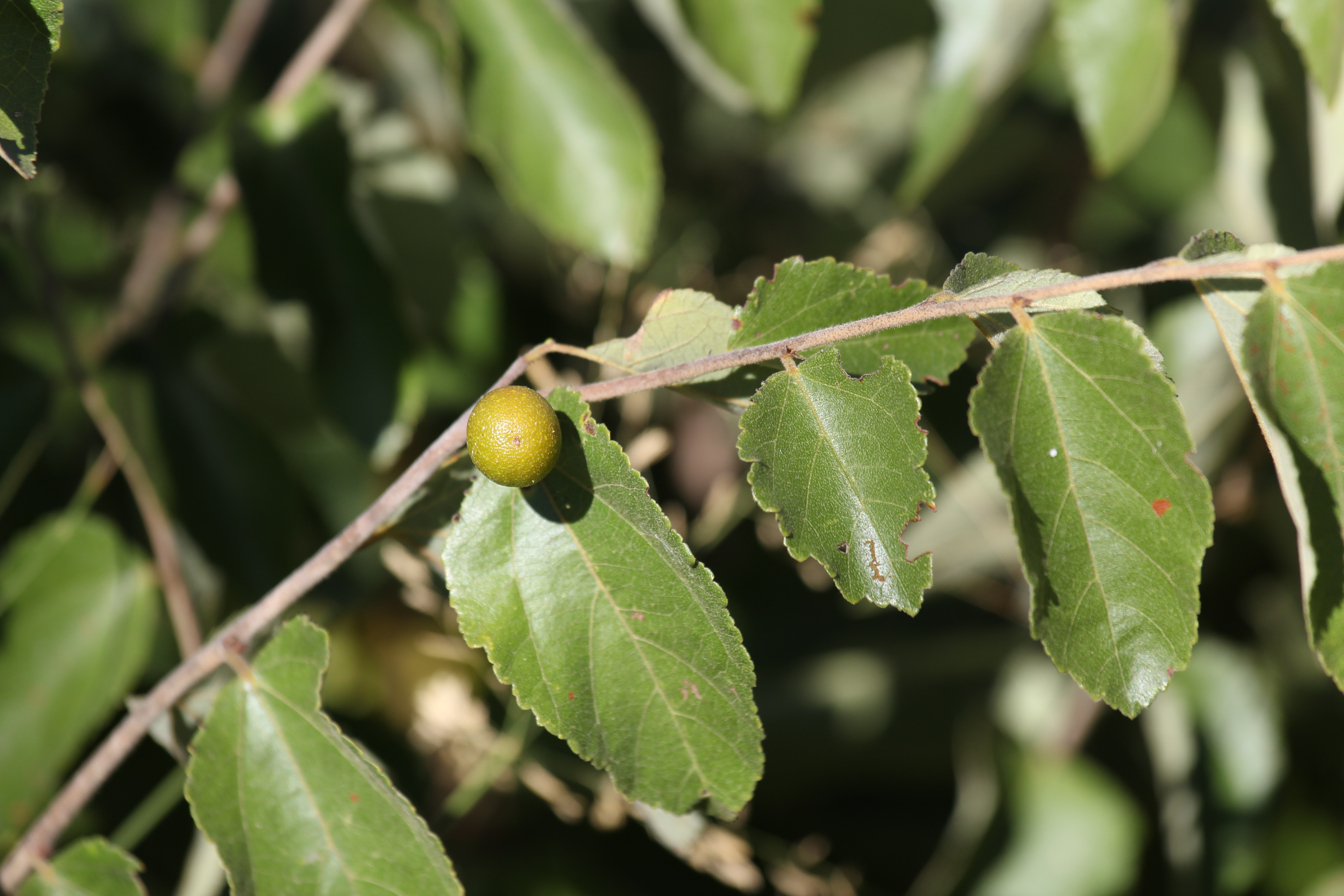